# 이소스 전투
이소스 전투(Battle of Issus)는 기원전 333년 아나톨리아 남부의 이소스 평원에서 마케도니아의 알렉산더 대왕과 아케메네스 왕조의 다리우스 3세의 군대가 격돌한 대회전이다. 수적 열세에도 불구하고 알렉산더 대왕이 지휘하는 마케도니아 군이 대승을 거두었다.

## 배경

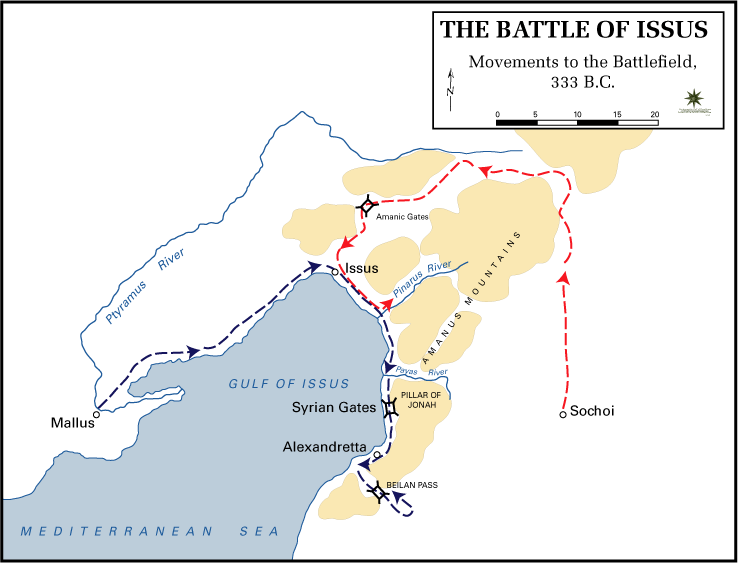
양군의 이동경로
(적-페르시아, 청-마케도니아)

기원전 334년 알렉산드로스 대왕은 다르다넬스 해협을 건너 소아시아로 침입해 들어가서 페르시아 속주 총독들의 군대를 물리치고 1년간 거의 모든 소아시아 지역을 손에 넣었다. 페르시아 제국의 황제 다리우스 3세는 페르시아 내부에서부터 군대를 끌어모아 반격을 준비하였고 이 소식을 들은 알렉산드로스는 파르메니온을 먼저 보내 이소스를 지키게 하였다. 이소스는 군사적 요충지로 페르시아가 이소스 일대를 차지하면 다리우스는 함대와 보급을 동시에 얻고 소아시아의 알렉산드로스의 배후를 위협하게 되기 때문이다.
다리우스는 파르메니온이 ‘요나의 길목’을 지키고 있는 것을 알고 대군을 이끌고 시리아에서 우회하여 북쪽에서 이소스 평원으로 진격했고 이소스를 먼저 저항없이 차지했다. 그는 남겨진 알렉산드로스의 부상병의 손을 모두 자르고는 남쪽으로 내려왔는데 이때 자신이 마케도니아군의 보급로를 차단한 것을 알게 되었다. 알렉산드로스는 흩어져 있는 군사를 모아 남쪽에서 파르메니온과 합세했다.

## 병력
양쪽 군대의 병력에 대해서 현대의 연구자들은 대략 다음과 같이 추산한다. 물론 페르시아군의 규모에 대한 고대의 기록은 훨씬 과장되어 있다.
| 페르시아군                                            | 마케도니아군         |
| ----------------------------------------------------- | -------------------- |
| 기병 11,000기                                         | 기병 5,850기         |
| 경보병 63,000명                                       | 경장보병 13,000명    |
| *페르시아 불사부대 10,000명 *그리스 중장보병 10,000명 | *중장보병 22,000명 - |

## 전투

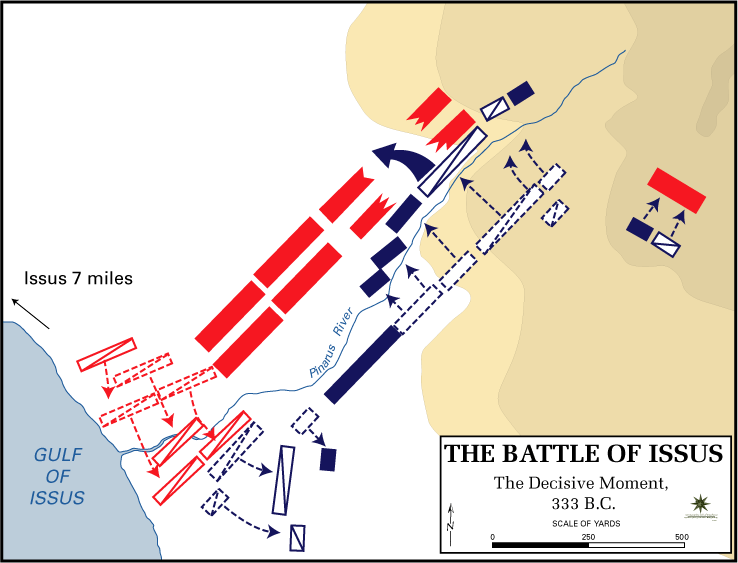
전투 상황도
(적-페르시아, 청-마케도니아)

다리우스의 군대는 좁은 해안가에 진을 쳤고 중앙의 강가에 말뚝을 박아 적을 저지하려고 했다. 다리우스는 그 자신이 중앙의 배후에 최정예 보병과 함께 위치하고 그 앞에 그리스 중장보병들과 페르시아 보병을 배치, 기병은 우익을 맡아 타격대로 배치했다. 왼편 산기슭에는 경보병 한 부대를 배치하여 알렉산드로스의 배후를 치려고 하였다.
반면 알렉산드로스는 그의 최정예 컴파니언 기병대를 직접 지휘하여 오른쪽 날개를 맡고 테살리아 연합군 기병을 좌익에 배치하고 중앙은 파르메니온이 이끄는 팔랑크스를 배치했다. 기병을 좌우익에 나누었지만 주력인 기병을 우익에 집중했다. 이는 바다를 옆에 끼고 있는 전장의 특성상 좌익과 우익에 기병을 고루 분배할 경우 바다에 면한 좌익의 움직임을 방해할 우려가 있다는 알렉산드로스의 판단 때문이었다. "전투는 항상 격동"인 상태에서 그의 기병대는 우익에 쏠려 격동적으로 페르시아 제국군의 좌익을 격파한 뒤 후미와 우익을 연이어 공격함으로써 포위 섬멸전의 정석을 보여준다.
전투는 페르시아의 기병이 강을 건너 마케도니아의 왼쪽을 치는 것으로 시작되었다. 알렉산드로스의 왼쪽 날개는, 2년후 가우가멜라 전투에서 전형적으로 보여주었던 것처럼, 전투에서 난제를 맡았는데 그것은 수적으로 우세한 페르시아군을 맞아 최대한 버티면서 오른쪽에서 알렉산드로스의 정예 기병이 페르시아를 격파할 시간을 벌어주는 것이었다. 중앙의 마케도니아 중장보병은 강을 건너 페르시아의 전열에 가까스로 타격을 가하는데 성공했고 알렉산드로스는 컴페니온 기병대를 이끌고 직접 다리우스의 본진으로 돌파해 들어갔다.
페르시아의 전열은 급속히 무너지고 다리우스는 급히 후방으로 도망쳤고 알렉산드로스는 좌익이 무너지는 것을 보고 뒤로 돌아 페르시아의 그리스 용병의 뒤에서 공격했다. 다리우스가 도망가는 것을 본 페르시아 군대는 앞다투어 도망치기 바빴고 완전히 무너져 버렸다. 마케도니아군은 패주하는 페르시아군을 해질 때까지 뒤쫓아 살육하였다. 이때 페르시아군의 시체로 강은 붉게 물들었고 댐을 이룰 정도였다고 한다.

## 전투의 결과
이 전투로 페르시아군은 심각한 타격을 받았고 다리우스가 직접 지휘하는 군대로는 처음으로 알렉산드로스에게 완패하였다.

## 관련 문헌
- Arrian, 《The Anabasis of Alexander》, Chinnock, Edward James 역 (구텐베르크 프로젝트에 수록) X. Battle of Issus (99쪽 이하)